# Jasmi Joensuu
Jasmi Joensuu (* 7. Mai 1996 in Kuortane) ist eine finnische Skilangläuferin.

## Werdegang
Joensuu, die für den Vantaan Hiihtoseura startet, trat erstmals international im Februar 2013 beim Europäischen Olympischen Jugendfestival in Predeal in Erscheinung. Dort belegte sie den 29. Platz über 7,5 km Freistil, den 15. Rang im Sprint und den 11. Platz über 5 km klassisch. Im selben Monat in Keuruu und im folgenden Jahr in Lahti wurde sie finnische Juniorenmeisterin im 15-km-Massenstartrennen. Ihr erstes Rennen im Scandinavian-Cup absolvierte sie im Dezember 2013 in Vuokatti, das sie auf dem 26. Platz über 10 km klassisch beendete. Bei den Nordischen Junioren-Skiweltmeisterschaften 2014 im Val di Fiemme kam sie auf den 32. Platz im Skiathlon, auf den 27. Rang im Sprint und auf den sechsten Platz mit der Staffel. Anfang März 2014 debütierte sie in Lahti im Weltcup und belegte dabei den 69. Platz im Sprint. Ihre besten Platzierungen bei den Nordischen Junioren-Skiweltmeisterschaften 2015 in Almaty waren der 27. Platz über 5 km Freistil und der neunte Rang mit der Staffel. Im Januar 2018 erreichte sie bei der US Super Tour in Anchorage mit zweiten Plätzen im Sprint ihre ersten Podestplatzierungen im Continental-Cup. Bei den U23-Weltmeisterschaften 2019 in Lahti errang sie den 30. Platz im 15-km-Massenstartrennen und den 26. Platz im Sprint. Ende Februar 2020 holte sie in Lahti mit dem 27. Platz über 10 km klassisch ihre ersten Weltcuppunkte. In der Saison 2020/21 belegte sie den 28. Platz beim Ruka Triple und erreichte mit zehnten Plätzen im Sprint in Falun und in Ulricehamn ihre erste Top-Zehn-Platzierungen im Weltcupeinzel. Beim Saisonhöhepunkt, den Nordischen Skiweltmeisterschaften 2021 in Oberstdorf, gewann sie die Bronzemedaille mit der Staffel. In der folgenden Saison wurde sie finnische Meisterin über 10 km klassisch und kam bei den Olympischen Winterspielen in Peking auf den 27. Platz im Sprint.

## Erfolge

### Weltcupsiege im Team
| Nr. | Datum           | Ort   | Disziplin                         |
| --- | --------------- | ----- | --------------------------------- |
| 1.  | 31. Januar 2025 | Cogne | 6 × 1,3 km Teamsprint klassisch 1 |

## Teilnahmen an Weltmeisterschaften und Olympischen Winterspielen

### Olympische Spiele
- 2022 Peking: 27. Platz Sprint Freistil

### Nordische Skiweltmeisterschaften
- 2021 Oberstdorf: 3. Platz Staffel, 7. Platz Teamsprint Freistil, 17. Platz Sprint klassisch
- 2023 Planica: 6. Platz Teamsprint Freistil, 16. Platz Sprint klassisch, 32. Platz 10 km Freistil
- 2025 Trondheim: 4. Platz Staffel, 4. Platz Teamsprint klassisch, 9. Platz Sprint Freistil

## Platzierungen im Weltcup

### Weltcup-Statistik
Die Tabelle zeigt die erreichten Platzierungen im Einzelnen.
- 1.–3. Platz: Anzahl der Podiumsplatzierungen
- Top 10: Anzahl der Platzierungen unter den ersten zehn
- Punkteränge: Anzahl der Platzierungen innerhalb der Punkteränge
- Starts: Anzahl gelaufener Rennen in der jeweiligen Disziplin
- Hinweis: Bei den Distanzrennen erfolgt die Einordnung gemäß FIS.

| Platzierung               | Distanzrennen a | Distanzrennen a | Distanzrennen a | Distanzrennen a | Distanzrennen a | Skiathlon Verfolgung | Sprint | Etappen- rennen b | Gesamt | Team   | Team    |
| Platzierung               | ≤ 5 km          | ≤ 10 km         | ≤ 15 km         | ≤ 30 km         | > 30 km         | Skiathlon Verfolgung | Sprint | Etappen- rennen b | Gesamt | Sprint | Staffel |
| ------------------------- | --------------- | --------------- | --------------- | --------------- | --------------- | -------------------- | ------ | ----------------- | ------ | ------ | ------- |
| 1. Platz                  |                 |                 |                 |                 |                 |                      |        |                   |        | 1      |         |
| 2. Platz                  |                 |                 |                 |                 |                 |                      | 1      |                   | 1      |        |         |
| 3. Platz                  |                 |                 |                 |                 |                 |                      |        |                   |        |        | 1       |
| Top 10                    |                 | 2               |                 |                 |                 | 1                    | 18     |                   | 21     | 6      | 8       |
| Punkteränge               |                 | 19              | 1               | 1               |                 | 6                    | 42     | 2                 | 71     | 9      | 8       |
| Starts                    |                 | 23              | 1               | 2               |                 | 8                    | 46     | 2                 | 82     | 9      | 8       |
| Stand: Saisonende 2024/25 |                 |                 |                 |                 |                 |                      |        |                   |        |        |         |

### Weltcup-Gesamtplatzierungen
| Saison  | Gesamt | Gesamt | Distanz | Distanz | Sprint | Sprint |
| Saison  | Punkte | Platz  | Punkte  | Platz   | Punkte | Platz  |
| ------- | ------ | ------ | ------- | ------- | ------ | ------ |
| 2019/20 | 11     | 95.    | 4       | 81.     | 7      | 72.    |
| 2020/21 | 86     | 49.    | 17      | 56.     | 63     | 25.    |
| 2021/22 | 164    | 32.    | 35      | 47.     | 129    | 17.    |
| 2022/23 | 613    | 35.    | 193     | 45.     | 420    | 17.    |
| 2023/24 | 666    | 36.    | 120     | 50.     | 546    | 14.    |
| 2024/25 | 1204   | 9.     | 200     | 43.     | 848    | 1.     |